# ديون ثانوية

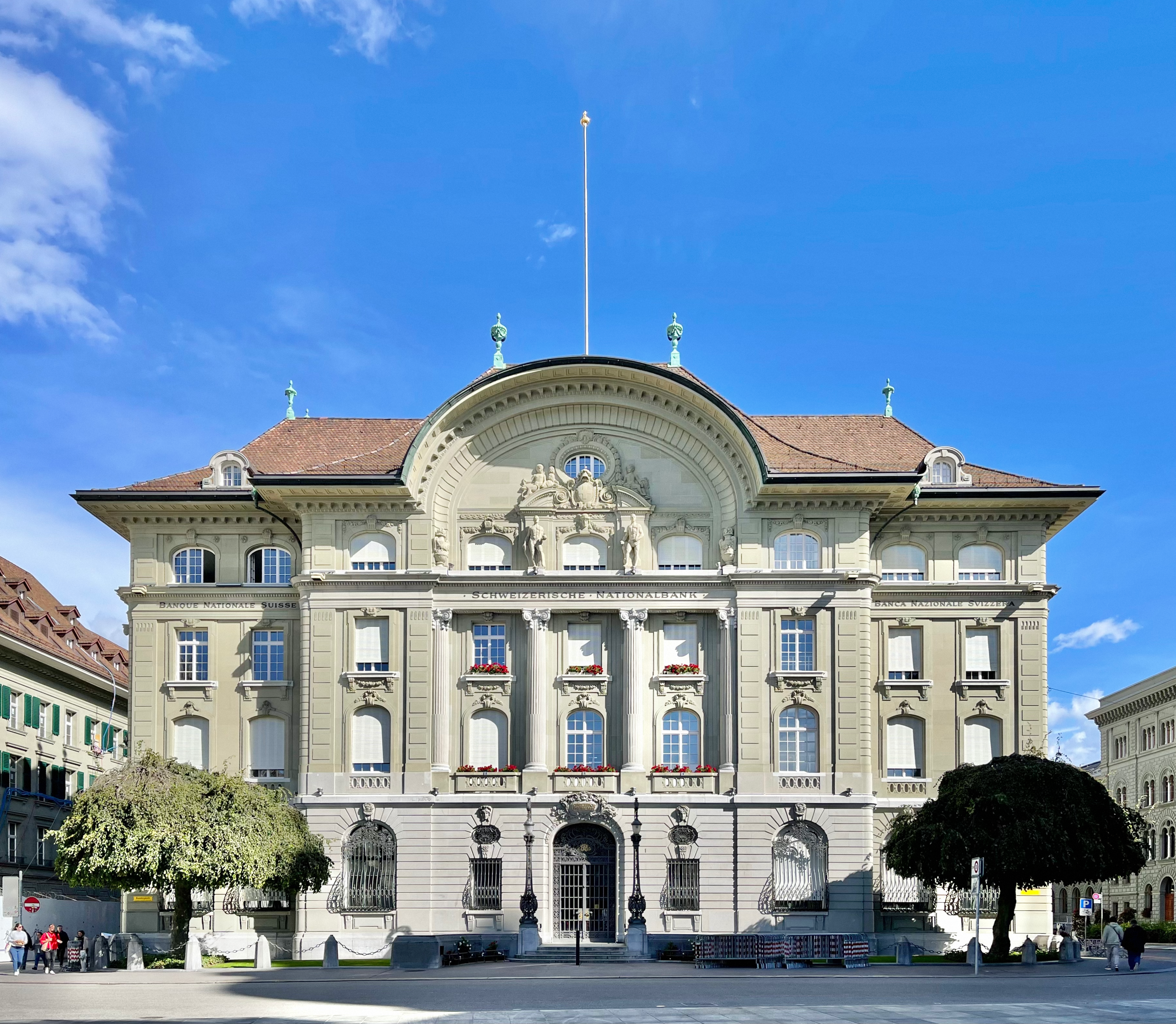

الديون الثانوية و تسمى أيضاً الديون الملحقة، و هي من أخطر أنواع الديون (تعتبر من الديون الخطرة) ففي حالة تصفية الشركة فلن يتم السداد لأصحاب هذه الديون إلا بعد أن يتم سداد حقوق أصحاب الديون العادية. في الغالب يكون المشترون لهذه الديون هم نفسهم أصحاب الشركات التي أصدرتها و ذلك لشطب عدد كبير من ديون الشركة فيتحسن وضع الميزانية في نظر المساهمين.